# Wyścig (film 2001)
Wyścig (ang. Driven) – amerykańsko-kanadyjski sportowy film akcji z 2001 w reżyserii Renny’ego Harlina.

## Fabuła
Joe Tanto (Sylvester Stallone) bezskutecznie próbuje zapomnieć o tragicznych wydarzeniach sprzed lat, które zakończyły jego obiecująca karierę. Każdego dnia rozpamiętuje okoliczności potwornego wypadku, w którym omal nie zabił siebie i innego kierowcy. Wszystko zaczyna się zmieniać, gdy właściciel teamu kierowców (Burt Reynolds) proponuje mu powrót na tor. Joe dostaje drugą szansę pod warunkiem, że pomoże młodemu kierowcy Jimmy’emu (Kip Pardue) zdobyć mistrzostwo w ważnych zawodach. Jimmy ma wielki talent, lecz za kierownicą nie panuje nad emocjami, co niekorzystnie wpływa na wyniki wyścigu. Joe przyjmuje warunki umowy, zdając sobie jednocześnie sprawę, że będzie go to dużo kosztowało. Przede wszystkim wie, że spotka na wyścigach swoją byłą żonę (Gina Gershon), obecnie partnerkę innego kierowcy. Zresztą podczas pierwszej konfrontacji Cathy nie zostawia na nim suchej nitki. Poznaje też dziennikarkę sportową „Luc” Jones (Stacy Edwards) i rodzi się pomiędzy nimi nić porozumienia, chociaż Luc próbuje go powstrzymać od powrotu do sportu. Tymczasem jego niesforny uczeń – Jimmy zakochuje się w Sophii (Estella Warren), dziewczynie swego sportowego rywala – Beau Brandenburga (Til Schweiger).

## Obsada
- Sylvester Stallone jako Joe Tanto
- Til Schweiger jako Beau Brandenburg
- Kip Pardue jako Jimmy Bly
- Burt Reynolds jako Carl Henry
- Robert Sean Leonard jako Demille Blye
- Gina Gershon jako Cathy Heguy
- Estella Warren jako Sophia Simone
- Stacy Edwards jako Lucretia Clan
- Cristián de la Fuente jako Memo Moreno
- Jean Alesi jako On sam
- Michael Andretti jako On sam
- Mark Blundell jako On sam
- Kenny Bräck jako On sam
- Patrick Carpentier jako On sam
- Adrián Fernández jako On sam
- Christian Fittipaldi jako On sam
- Dario Franchitti jako On sam
- Luiz Garcia Jr. jako On sam
- Maurício Gugelmin jako On sam
- Michel Jourdain Jr. jako On sam
- Tony Kanaan jako On sam
- Cristiano da Matta jako On sam
- Juan Pablo Montoya jako On sam
- Roberto Moreno jako On sam
- Massimiliano Papis jako On sam
- Oriol Servià jako On sam
- Alex Tagliani jako On sam
- Paul Tracy jako On sam
- Jimmy Vasser jako On sam
- Jacques Villeneuve jako On sam

i inni.